# Кутатка (приток Итатки)
Кутатка — река в Томской области России, левый приток Итатки. Устье реки находится в 30 км от устья по левому берегу Итатки. Протяжённость реки 15 км.
На реке расположена деревня Моисеевка.

## Данные водного реестра
По данным государственного водного реестра России относится к Верхнеобскому бассейновому округу, водохозяйственный участок реки — Чулым от водомерного поста села Зырянское до устья, речной подбассейн реки — Чулым. Речной бассейн реки — (Верхняя) Обь до впадения Иртыша.
Код водного объекта — 13010400312115200021230.